# Laguna de Bacalar
La laguna de Bacalar está localizada al sur del estado mexicano de Quintana Roo, compartida por los municipios de Bacalar y Othón P. Blanco. Se encuentra 35 km al norte de la capital del estado (Chetumal) y a un costado de la ciudad de Bacalar, por la cual recibe su nombre.

## Descripción
La laguna de Bacalar es popularmente conocida como la laguna de los siete colores, pues tiene siete diferentes tonalidades de azul. Esto se debe a las distintas profundidades del agua. Dentro de la laguna hay tres cenotes, cuyas aguas desbordaron y crearon una única laguna. Su forma es estrecha y larga, con 55 km de largo y solo 2.5 km en su punto más ancho. La laguna de Bacalar es uno de los pocos cuerpos de agua superficial permanente de la península de Yucatán, cuyo suelo calcáreo no permite la retención superficial del líquido, formando así corrientes subterráneas y cenotes. La región de Bacalar y el sur de Quintana Roo son excepciones, pues la laguna forma parte de un gran sistema junto con otras lagunas menores como la laguna Mariscal, la laguna Chile Verde, la laguna Guerrero y la laguna Milagros, que están unidas por el estero de Chac, aguadas y pantanos con el río Hondo y la bahía de Chetumal. A diferencia de otras partes de la península, este sistema de lagunas, río y bahía permitió las comunicaciones y el desarrollo del sur quitanarroense.
La laguna recibe su nombre por estar situada a sus orillas la ciudad de Bacalar, la población más antigua de Quintana Roo. El nombre proviene del maya "Bakhalal", que significa "rodeado de carrizos". La ciudad fue refundada por los colonizadores españoles, que construyeron el Fuerte de San Felipe para defenderla de los piratas ingleses y de los mayas rebeldes. Hoy el Fuerte es un atractivo turístico.

## Estromatolitos
La laguna contiene el sistema de estromatolitos (también llamados microbialitos) de agua dulce más extenso del mundo. Son ricos en carbonato de calcio y están datados en entre 6 mil y 10 mil años de antigüedad. En los últimos años se ha observado su paulatino decaimiento, derivado del aumento en actividades antropogénicas como el turismo extensivo, por lo que algunos puntos de la laguna están protegidos. Sin embargo, por el interés del crecimiento turístico-económico, la laguna de Bacalar no ha podido ser declarada sitio RAMSAR.